# Home Games

Home Games est un film documentaire réalisé par Alisa Kovalenko, sorti en 2018.

## Synopsis
Alisa Kovalenko nous dévoile l'histoire d’Alina, qui est, à 20 ans, la meilleure espoir du football féminin ukrainien. Elle consacre tous ses efforts au football, afin de voir aboutir son rêve d'être sélectionnée en équipe nationale, et de s'échapper d'un quotidien difficile. Elle va brusquement devoir affronter des évènements familiaux difficiles.

## Fiche technique
- Titre original : Domashni Igri
- Titre anglais : Home Games
- Réalisation : Alisa Kovalenko
- Image : Serhiy Stefan Stetsenko , Alisa Kovalenko
- Musique :  Orianne Marsilli aka Ladylike Lily
- Son : Mariya Nesterenko
- Montage : Olga Zhurba
- Lieu de tournage :  Kiev, Ukraine
- Production, diffusion : East Roads Films, Studio Garmata Films, DocEdu Foundation, Current Time TV, TVP - Telewizja Polska S.A
- Pays de production :  Ukraine
- Annee de production : 2018
- Langue originale : [ukrainien]
- Genre : film documentaire
- Durée : 86 minutes
- Format : HD, Couleur
- Dates de sortie :
  - Ukraine

## Contexte du film
Par un tournage de deux ans, dans la banlieue de Kiev, ce documentaire nous plonge dans la vie quotidienne du football féminin amateur en Ukraine.
Home Games est le premier documentaire Ukrainien diffusé par Netflix en 2022.

## Distinctions
- 2019 : Festival Traces de Vies - Clermont-Ferrand (France) - Mention spéciale[4]
- 2018 : Festival international du film documentaire de Jihlava (République tchèque) - Silver Eye award nominee[5]
- 2018 : Festival International du Film Listapad - Minsk (Biélorussie) - Grand Prix for the Best documentary[6]
- 2018 :Festival international du film d'Odessa - Kiev (Ukraine) - Best European Documentary[7]
- 2018 : IDFA - Festival international du film documentaire d'Amsterdam (Pays-Bas) - Best of Fests[8]